# مسجد خواجة روح الله
مسجد خواجة روح‌ الله هو مسجد تاريخي يعود إلى عصر الدولة الصفوية، ويقع في أصفهان.